# Sidney Buchman
Sidney Robert Buchman (27 maart 1902 - 23 augustus 1975) was een scenarioschrijver en filmproducent die aan 38 films werkte van de vroege jaren 20 tot de late jaren 70. Soms wordt hij in filmcredits genoemd als Sydney Buchman.

## Biografie
Sidney Buchman werd op 27 maart 1902 in Duluth (Minnesota) geboren en was een zoon van een Russische kledingverkoper. Hij studeerde aan Columbia-universiteit en begon daarna zijn loopbaan als scenarioschrijver. Hij was de voorzitter van het scenaristengilde van Amerika (Engels: Screen Writers Guild) in 1941 en 1942.
Sidney Buchman werd een van de meest succesvolle Hollywood-scenarioschrijvers van de jaren 30 en '40. In deze periode schreef hij scripts voor onder andere The Right to Romance (1933), She Married Her Boss (1935), Theodora Goes Wild (1936) and Holiday (1938). Hij kreeg Oscarnominaties voor Mr. Smith Goes to Washington (1939), The Talk of the Town (1942) en Jolson Sings Again (1949), en won een Oscar voor zijn script voor Here Comes Mr. Jordan (1941). Bovendien ontving hij in 1965 een Laurel Award van de Writers Guild of America, West.

### Zwarte lijst van Hollywood
Sidney Buchman was lid geweest van de Amerikaanse Communistische Partij van 1938 tot 1945. Toen dit in 1951 werd ontdekt, bekende hij maar weigerde om andere namen van de partij te noemen aan de House Committee on Un-American Activities. Buchman kreeg in maart 1953 een boete van het Amerikaans Congres en werd bovendien op de Zwarte lijst van Hollywood geplaatst door de studiobazen van Hollywood.
In de jaren 60 begon Sidney Buchman weer met scenarioschrijven, waarbij hij onder andere schreef voor de films Cleopatra (1963) en The Group (1966).
- Biblioteca Nacional de España: XX1332612
- Bibliothèque nationale de France: cb13930247z (data)
- Gemeinsame Normdatei: 17357520X
- International Standard Name Identifier: 0000 0000 8356 2156
- Library of Congress Control Number: n85262597
- Nationale Bibliotheek van Tsjechië: xx0176967
- Nationale Bibliotheek van Israël: 987007446097205171
- Nationale Bibliotheek van Polen: a0000001646299
- Nederlandse Thesaurus van Auteursnamen: 073450774
- SNAC: w64x63kh
- Système universitaire de documentation: 069235554
- Virtual International Authority File: 10036447
- WorldCat: E39PBJbtvjqXftw9Gf3WwxqPcP